# Myrlande Constant
Myrlande Constant (18 de junho de1968, Porto Príncipe, Haiti) é uma artista têxtil haitiana especializada em bandeiras temáticas de Vodu, ou drapo Vodou. A artista passou a se dedicar as bandeiras no começo da década de 1990. Ela descreve seu trabalho como "pintura com miçangas".

## Biografia
Constant nasceu e cresceu em Porto Príncipe, no Haiti. Na adolescência aprendeu a arte da colagem enquanto trabalhava com sua mãe em uma fábrica de vestidos de noiva na cidade. Este período foi importante para a aprendizagem de técnicas de tecido e hoje a artista é reconhecida como uma das mais célebres artistas visuais trabalhando com Vodu Drapo. :p.183
Constant causou um impacto na arte hatiana fazendo bandeiras nas últimas duas décadas, uma vez que a fabricação de Vodu drapo, que era principalmente uma forma de arte produzida por homens no Haiti. Atualmente, existem novas designers dominando o meio por conta do trabalho de Myrland Constant. Entre as artistas influenciadas por Constant pode-se destacar Marilyn Houlberg.
Embora uma artista de carreira internacional, Constant retrata temas sociais e econômicos de sua nação através de recortes de gênero, religião e raça. Por exemplo, após o terremoto no Haiti em 2010, Myrlande criou representações da sociedade hatiana através do que estava acontecendo na época. :p.20
Suas obras são bandeiras densamente bordadas e de larga escala. Constant trabalha com dimensões bem maiores que as bandeiras tradicionais. Em 2011, a artista participou de uma série de exposições, visitas e palestras na Brown University em Providence, Rhode Island, onde conduziu um workshop de três dias sobre confecção de bandeiras. :p.183

## Obra
Muitas das inspirações de Constant para suas obras de arte vieram de seu pai, que é um sacerdote vodu e cristão. Ela afirma que não tem a quem agradecer senão aos espíritos e a Deus diante dos espíritos. Ela também afirma que os sentimentos e aspirações místicas vêm de seus pensamentos. :p.185
Tudo o que ela coloca em uma bandeira está lá por uma razão, porque o espírito a mantém trabalhando. Constant também é inspirada pelo livro de referência de Milo Rigaud chamado Veve. Este livro contém desenhos simbólicos de espíritos feitos no chão dos templos Vodu. Constant usa essa inspiração para lembrar suas memórias de cerimônias de Vodu e conhecimento dos espíritos para criar seu próprio desenho nas bandeiras. :p.185
O processo principal de confecção de suas bandeiras começa com desenhos a lápis sobre pano branco. Em seguida, ela costura as lantejoulas e miçangas no tecido. Por fim, ela incorpora as cores associadas aos espíritos. Normalmente, a maioria de suas obras são tão grandes quanto colchas retratando vários eventos significativos no vodu e na história haitiana por meio do uso de agulha, linha, tecido e pequenos adornos. :p.185
Constant foi reconhecida como uma das visões artísticas mais extremas e poderosas da Exposição da Bienal do Gueto de 2011 em Nova York. :p.9
Em 2021, a artista entrou para o time da galeria Fort Gansevoort, em Nova York.

## Exposições (seleção)
Em 2014, seu trabalho foi exibido junto com André Eugène, Adler Guerrier, Pascale Monnin e outros em uma mostra coletiva com curadoria de Herns Louis Marcelin e Kate Ramsey intitulada "Visões Transformativas: Obras de Artistas Haitianos da Coleção Permanente " que foi realizada na Universidade de Miami. Em 2018, foi uma das artistas participantes da exposição coletiva PÒTOPRENS: The Urban Artists of Port-au-Prince na Pioneer Works, com curadoria do artista e curador haitiano-americano Edouard Duval-Carrié e da artista e curadora britânica Leah Gordon. Em 2019, junto com outros vinte e dois artistas, seu trabalho foi exibido no Faena Art Festival com o tema "A Última Ceia" em Miami.
Em 2022, o museu da Universidade da Califórnia, Los Angeles, realizou uma retrospectiva de seu trabalho. A obra de Constant, Negra Danbala Wedo (1994-2019), faz parte do acervo do Pérez Art Museum Miami.
Em 2023, Myrlande Constant realizou exposição individual na galeria Fort Gansevoort, em Nova York. A exposição atraiu a atenção de criticos de arte do jornal The New York Times, que produziram um perfil sobre a artista.